# 白百合女学園洋弓部 白銀の標的
白百合女学園洋弓部 白銀の標的（しらゆりじょがくえんようきゅうぶ・はくぎんのひょうてき）は、「東宝シネパック」にて1991年に公開されたオリジナルビデオ作品。

## 概要
名門女子高「白百合女学園」アーチェリー部は冬合宿のため北海道のスキーリゾートにやって来た。そんな折、町で銀行強盗が発生。逃亡していた犯人グループが彼女達の宿泊コテージに乗り込んできた。顧問の先生を人質にして逃げていく犯人を追って、女子高生達の追撃が始まった。

## キャスト
- 仁藤優子
- 中島ひろ子
- 七瀬なつみ
- 鶴見辰吾
- 榊原利彦
- 上田耕一
- 黒田福美
- 伊丹十三

- 久保晶
- 山下容莉枝
- 小川敦子
- オーラ・ラニ
- 八木由加里
- 宮島依里
- 古川りか
- 阿部千種
- 山田純世
- 岩田美香
- 松井範雄
- 鈴木浩司
- 矢野宣

ほか

## スタッフ
- 製作著作：東宝
- 製作プロダクション：ニュー・センチュリー・プロデューサーズ
- 監督：久保田延廣
- 脚本：吉川次郎
- 撮影：高瀬比呂志
- 撮影助手：上野彰吾、井上恵一郎
- 音楽：渡辺直樹
- 音楽プロデュース：芳野藤丸
- 挿入歌：吉越文隆「SMELL LIKE A FLOWER」、宇都美慶子「Preference」
- 音響効果：斉藤昌利（東洋音響カモメ）
- 殺陣：車邦秀
- スタント：タカハシレーシング
- 操演：テイク・ワン
- 特機：エヌ・ケイ特機
- アーチェリー指導：上遠野秀樹
- MA：にっかつスタジオセンター
- 現像・テレシネ：IMAGICA
- ロケ協力：日本エアシステム、ニセコくっちゃんひらふスキー場、ニセコ東山プリンスホテル、ロッジ・ハイクローツ、ハマ・アーチェリーセンター、真狩村役場
- 製作者：矢吹圭司
- プロデュース：川崎隆、吉原勲
- 企画：細越省吾事務所